# Daniel Day-Lewis
Sir Daniel Michael Blake Day-Lewis (født 29. april 1957) er en pensioneret engelsk skuespiller med både britisk og irsk statsborgerskab. Day-Lewis er kendt for at være yderst selektiv i sine valg af filmroller. Dette har betydet, at han har medvirket i relavtivt få film, da der ofte kan gå mange år mellem de enkelte roller. De filmroller han så endelig har valgt at påtage sig, har som regel også vist sig at være prisvindende og succesfulde.

## Priser og nomineringer
Daniel Day-Lewis har vundet tre Oscars for bedste mandlige hovedrolle (den første, der har vundet tre Oscars i denne kategori), tre BAFTA Awards, to Screen Actors Guild Awards og en Golden Globe. Derudover har han været nomineret til to Academy Awards, to BAFTA Awards og fire Golden Globe Awards.

## Udvalgt filmografi
- Gandhi (1982)
- The Bounty (1984)
- Tilværelsens ulidelige lethed (1988)
- Min venstre fod (1989)
- Den sidste mohikaner (1992)
- Uskyldens År (1993)
- I faderens navn (1993)
- The Boxer (1997)
- Gangs of New York (2002)
- There Will Be Blood (2007)
- Lincoln (2012)
- Phantom Thread (2017)